# Marchin
Marchin es un municipio belga perteneciente al distrito de Huy de la provincia de Lieja, en la Región Valona.
A 1 de enero de 2019 tiene 5469 habitantes.
Entre sus monumentos destaca el campanario torcido de la iglesia de Nuestra Señora, así como el castillo de Belle-Maison del siglo XVIII.

## Geografía
Se ubica en la periferia meridional de Huy en la región natural de Condroz y esta bañada por el río Hoyoux un afluente del río Mosa.

### Secciones del municipio
El municipio comprende los antiguos municipios, que se fusionaron en 1977:
| - Marchin - Vyle-et-Tharoul |

### Pueblos y aldeas del municipio
Les Forges, Belle-Maison, Jamagne, Molu y Tharoul

## Demografía

### Evolución
Todos los datos históricos relativos al actual municipio, el siguiente gráfico refleja su evolución demográfica, incluyendo municipios después de efectuada la fusión el 1 de enero de 1977.
| Gráfica de evolución demográfica de Marchin entre 1846 y 2019 |
|                                                               |